# Dactylolabis (Dactylolabis) supernumeraria
Dactylolabis (Dactylolabis) supernumeraria is een tweevleugelige uit de familie steltmuggen (Limoniidae). De soort komt voor in het Nearctisch gebied.